# Dominguín (Domingo Del Campo y Álvarez)
Pour les articles homonymes, voir Dominguín.
Domingo Del Campo y Álvarez dit « Dominguín », né à Madrid (Espagne) le 12 juin 1873, décédé à Barcelone (Espagne) le 7 octobre 1900 , était un matador espagnol.

## Présentation
Il commence dans la vie comme apprenti serrurier, puis se fait apprenti torero dans toutes les capeas organisées autour de la Madrid. Le 17 décembre 1893, il se présente comme novillero dans la capitale espagnole. Il prend l’alternative dans la même capitale le 28 octobre 1898 avec comme parrain « Torerito » et comme témoins « Lagartijo » et Emilio Torres « Bombita », face à des taureaux de la ganadería d’Ibarra.
Le 7 octobre 1900, dans la plaza de « Las Arenas » à Barcelone, il est gravement blessé par le taureau « Receptor » de la ganadería de Miura. Il meurt cinq heures plus tard à l’infirmerie des arènes.